# صراحة
صراحة هو تطبيق تواصل اجتماعي سعودي من برمجة السعودي زين العابدين توفيق في نهاية عام 2016 ووصل إلى النجاح العالمي خلال أواسط عام 2017. يعتبر هذا النمو والنجاح له علاقة باطلاق سناب شات تحديث سمح لمستخدميها بمشاركة الروابط في قصصهم.
سمح صراحة لمستخدميه بإرسال الرسائل للأخرين ويستطيع الشخص القارئ المُستلم الرد بشكل مجهول بدون أن يعرف أحد هويته. في البداية صمم التطبيق من أجل العمال لكي يقوموا بالشكوى على رؤوسائهم.
اصدر التطبيق على متجر أب ستور الأمريكي في 13 يونيو، 2017، وكان للتطبيق مستخدمين في عديد من البلدان الأخرى مثل كندا، الهند، ولبنان. وبعد إصدار سناب شات تحديثها في 5 يوليو 2017، وخلال أسبوعان، كان تطبيق صراحة في الموضع الأول، سجل هذا النمو والزيادة أيضاً في تقرير مؤشرات جوجل.
في 26 أغسطس، 2017 ظهرت تقارير تُفيد بأن تطبيق صراحة يقوم بتحميل بيانات جهات الاتصال ومعطيات هواتف المستخدمين إلى خوادم الشركة.
في 12 يناير، 2018، قامت إمراة أسترالية في كوينزلاند، أستراليا، برفع عريضة تطالب فيه بحظر التطبيق، وذلك بعض أن قام اصدقاء ابنتها ذو الثالثة عشر عاماً بإرسال رسائل مُسيئة إليها، واحدة منها تقترح عليها أن تقتل نفسها، وفي تقرير أخباري من خدمة البث الخاص الأسترالية، قالت أن أم الطفلة، كاترينا، نادت متجر أب ستوري وقوقل بلاي لإيقاف تحميلات تطبيق صراحة، الذي يسمح لمستخدميه بترك تعليقات مجهولة على الناس. وفي 21 فبراير نشرت كاترينا رسالة تعلن فيها النجاح، تقول بأن كلا متجري قوقل بلاي وأبل قاموا بحذف التطبيق من متاجرهم.

## الفكرة والتأسيس
في البداية، روادت زين العابدين توفيق فكرة معرفة الناس ببعضهم بكل صراحة ودون خوف من محاسبة مدرائهم أو معاداة اصدقائهم، عندما قرر تأسيس موقع «صراحة» أثناء عمله لإحدى الشركات التي اجتمعت بموظفيها لأخذ أراء الموظفين والعمل بها. وبدأ موقع صراحة بتوفير منصة للمستخدمين العرب للتعبير عن آرائهم حول شخص أو قضية ما بشكل مجهول، يسمح للهم بالتعبير عن آرائهم دون الكشف عن هويتهم، وبخطط للتوسع عالمياً مُستقبلاً. وفي ديسمبر/كانون الأول 2016، أنطلق الموقع باللغة العربية وحظي ب30 مليون زائر في فبراير/شباط 2017، أي خلال ثلاثة أشهر فقط. وفي عام 2018، احتل تطبيق صراحة المركز الثالث على قائمة التطبيقات الأكثر تحميلاً في الولايات المتحدة عبر متجر تطبيقات آب ستور بأغلبية من المستخدمين من الولايات المتحدة تبلغ نسبتهم 15% في المائة، ويتوفر التطبيق بعشر لغات: العربية، والإنجليزية، والفرنسية، والألمانية، والإيطالية، واليابانية، والبرتغالية، والصينية المُبسطة، والإسبانية، والتُركية. وعاود توفيق الاتصال بصديقه في فترة الدراسة الجامعة بجامعة الملك فهد للبترول والمعادن، ليشاركه هاني الزهراني في تأسيس التطبق المخصص للهواتف الذكية ونقل الموقع للمستخدمين باللغة الأجنبية في يونيو/حزيران 2017، وخلال شهرين فقط، بلغ التطربة المرتبة الأولى بين أكثر التطبيقات تحميلاً في ما يزيد عن ثلاثين دولة. وأشار مؤسسا موقع صراحة، في مكالمة هاتفية مع سي أن أن بالعربية، أن المنصة مُخصصة لنشر التعليقات «البناءة»، بهدف «تنمية الذات واكتشاف طرق لمواجهة المشاكل وتحسين الناس لأنفسهم».

## استخدامات مشهورة

### منظمات غير حكومية
استخدمت منظمة Ungender الهندية، تطبيق صراحة لمعالجة مشكلة التحرش الجنسي.

## الأمان
واجه تطبيق صراحة، موجة انتقادات من خبراء الأمن لعدم احترام التطبيق خصوصية المستخدمين. إذ تبين أن التطبيق يقوم بتحميل بيانات جهات الاتصال ومعطيات هواتف المستخدمين إلى خوادم الشركة، وذلك يتضمن، جهات الاتصال الخاصة، وعناوين البريد الإلكتروني، وأرقام الهواتف، وعدة بيانات ومعطيات أخرى، ومن دون أي سبب وجيه، وفق ما رصده المحلل الأمني زكاري جولياه لموقع "The intercept"، وطفت على السطح العديد من التقارير عن عدم توفر الأمن الكافي لخوادم موقع صراحة من الثغرات التي لفتت أنظار الباحثين في أمن المعلومات، ومعظمها تم تصحيحها.

### الثغرات
تعرض موقع تطبيق صراحة لأكثر من ثغرة وهفوة التي لو تلقفها المخترقين، لكانت تعرض بيانات وخصوصية المستخدمين للسرقة مما يعرضهم لأن يكونوا ضحية انتحال شخصية أو ضحية هندسة اجتماعية أو ابتزاز، ومن جهة ثانية خادم بأمان هش يصبح مفتوحاً لبعثرة كل أنواع البرمجيات الخبيثة.
اكتشف أحد الخبراء الأردنيين، خير الأحمد، ثغرة في موقع صراحة وقام بتجربة اختراق ورفع على الموقف ملف «جافا سكريبت» كـ "minimal proof of concept"، وراسل المطور زين العابدين بن توفيق، ليخبره بوجود الثغرة، وقام الأخير بتصحيحها بسرعة.
وفي أغسطس 2017، تمكن الباحث في أمن المعلومات من كشف ثغرة من نوع XSS أو Cross Site scripting وهي ثغرة في تطبيق الويب الخاص بموقع صراحة يمكن استغلالها، لسرقة حساب مستخدم موقع صراحة المُستهدف، أو إلغاء حساب مستخدم موقع صراحة المُستهدف، أو قراءة كافة رسائل حساب مستخدم موقع «صراحة» المستهدف.
وأشار خبير ألأمن محمد عبد الباسط من شركة Seekcurity المتخصصة بأمن المعلومات، أنه قام بالتواصل مع المطور في عام 2016، عبر تويتر لإجراء اختبار اختراق لموقع صراحة بالإضافة إلى تطبيقاته الأخرى (بشكل مجاني) ولكن المطور تجاهل عرض الشركة وامتنع عن التواصل معه.
وعندما قام خبراء أمن أخرون، بتحليل نسخة APK للتطبيق باستخدام موقع Virtustotal، وجدوا أن التطبيق يطلب صلاحيات لا حاجة لطبيق من هذا النوع لها، كاستخدام الكاميرا لالتقاط الصور في أي وقت، وصلاحيته أيضاً الكتابة على شريحة SD بالإضافة إلى السماح للتطبيق قراءة البيانات من مستوعب حفظ خارجي.
رد المطور زين العابدين توفيق في تغريدة على موقع تويتر على مقالة The intercept، أشار فيه إلى أنه «سيحذف طلب الحصول على البيانات في التحديث المقبل للتطبيق»، وأن الصلاحية موجودة لتلبية ميزة «البحث عن أصدقاء» وهي ميزة لم يتمكن التطبيق من تأمينها، حسب زين العابدين توفيق، لأسباب تقنية، وهي غير متوفرة في التطبيق. وتساءلت وسائل إعلام لماذا يطلب التطبيق صلاحية لميزة لم توفر بعد. وتواصلت كاتبة من صحيفة مونت كارلو الدولية، مع زين العابدين توفيق، وتوجهت له بعدة أسئلة؛ عن مصير البيانات التي يخزنها في خوادم التطبيق، وعن قضية الصلاحيات التي يطلبها تطبيق صراحة، وهو ليس بحاجة لها كالكاميرا مثلاً. وأجابها بأنه، خوادم موقع صراحة لا تحتفظ بجهات الاتصال، أو بيانات أي من المستخدمين حالياً. وأن استخدام الكاميرا هو لالتقاط الصور للملف الشخصي. وتسأئلت الكاتبة لماذا تطبيق تواصل سري يخفي الهواية، بحاجة لتفعيل الكاميرا؟
وقال الباحث سكوت هيلم، أن المخاوف الأمنية تركزت على نسخة الويب من تطبيق صراحة وليس تطبيق الموبايل. ووصف الباحث أن نظام الحماية CSRF الخاص بتطبيق صراحة يعتبر سهل التجاوز، حيث يعتبر بحد ذاته شكل خطير من الهجوم والذي يمكن أن يؤدي إلى تصرفات سيئة على حساب الفيس بوك للشخص الذي سجل من خلاله في خدمة صراحة، حيث أشار الباحث إلى أن المهاجم يمكن أ، يستغل هذا الأمر من أجل إجبار الحساب على تفضيل منشورات معينة.
واكتشف الباحث هيلم أيضاً مشاكل خطرة مع نظام الحماية والذي يمنع الموقع من استخدام بروتوكول إتش اس تي أس HSTS والذي يُستخدم بشكل متزايد من أجل حماية المستخدمين من اختراق الكوكيز وهجمات البروتوكول منخفض الحماية.
يمتلك تطبيق صراحة نظام تصفية (فلترة) والذي يستطيع من خلاله استبعاد منشورات بالاعتماد على الكلمات المستخدمة. وبحسب هذا النظام فإن كلمة سكريبت "Script" ضمن الكلمات المستبعدة، وتعد طريقة بلهاء من أجل تجنب هجمات XSS وذلك لكون هناك الكثير من الطرق من أجل إدخال الجافاسكريبت الخاص بالمهاجم دون استخدام وسم سكريبت. واكتشف الباحث أيضاً افتقار تطبيق صراحة لأي نوع من التقييد إذ يسمح للمستخدم بإمكاينة إرسال الكثير من الرسائل سوية. مما يسبب إزعاج الضحية بعدد لا نهائي من الرسائل المزعجة وذلك فقط من خلال كتابة سكريبت بسيط. وأشار إلى أن تطبيق صراحة يتفقر إلى وظيفة حذف متعدد للرسائل وهو ما يجبر الضحية على قراءة الرسالة أو على الأقل إلقاء نظرة سريعة على كل الرسائل المزعجة التي تتلقاها. وعبر الباحث عن مخاوفة من الطريقة التي يتعامل فيها الموقع مع إعادة تعيين كلمة السر في حالة نسيانها أو محاولات الدخول المعتمدة على التخمين، حيث يمكن أن يُستخدم بطريقة مزعجة. فمن أجل إعادة تعيين كلمة السر فلا يتطلب منك سوى عنوان البريد الإلكتروني المرتبط بالحساب ثم سيقوم الموقع بتوليد ذاتي لكلمة سر جديدة يتم إرسالها إلى ذلك الإيميل وهذا أيضاً لا يقيد بعدد محدد وبالتالي يمكن كتابة سكريبت من أجل تغيير كلمة السر كل ثلاثين ثانية وهذا لن يؤدي إلى ملء صندوق الوارد للضحية فحسب إنما سيجعل من الصعب لهم الدخول إلى حسابهم. ونفس السكريبت يمكن أن يستخدم من أجل منع المستخدم من الدخول إلى حسابه بطريقة تسجيلات الدخول الخاطئة حيث يتم بعد عشر محاولات خاطئة قفل الحساب لفترة عشوائية من الزمن.

### الكشف عن أصحاب الرسالة
توصل شباب مهتمون بمجال الإنترنت وبرمجة المعلومات إلى تطبيق يمكنه الكشف عن هوية مرسل الرسائل، ويسمى ب"Detector for sarah" كاشف الصراحة، ويتيح إمكانية الكشف عن المرسلين بشكل مجاني في الفترة الأولى من استخدامه ليتحول إلى تطبيق مدفوع بعد ذلك.

## إزالة التطبيق
بعد وصول عدد مستخدمي تطبيق صراحة إلى 300 مليون، قامت شركتا آبل وجوجل بحذف التطبيق من متجرهما، أب ستور، وجوجل بلاي، بعد أن أطلقت امرأة أسترالية تدعى كاترينا كولينة حملة على موقع Change.org وذلك بعد أن وصلت رسائل لابنتهاء ذات ال13 عاماً، واحدة منها تقترح عليها قتل نفسها. ووقع نحو 470 ألف شخص على هذه العريضة، وقدمت طلباً لإزالة التطبيق من متجري الشركتين، بوصفه «أرضاً خصبة للكراهية».
وفي عام 2017، اعتبرت صحيفة The Independent البريطانية تطبيق صراحة، أكثر التطبيقات شعبية بين تطبيقات آبل استخداماً في التنمر وتخويف الناس.
وعبر صاحب التطبيق، زين العابدين توفيق، لعربية النت، تفاؤله بعودة التطبيق سريعاً والتوصل إلى فهم إيجابي، مستغرباً من الإيقاف غير المبرر، حيث تم تصميم التطبيق للتعليقات البناءة والانتقاد الهادف. وفي تعليق له على قضية السيدة، بأن فور معرفة منصة صراحة بالرسائل المسيئة التي تلقتها ابنتها، قامت بالتأكد من الموضوع، وتعرف نظام الحماية فوراً على الكلمة المسيئة في تلك الرسالة، وقام بمنع وصولها لوجهتها وحذفها.

## عودته
في 22 يناير، 2019 أعلن القائمون على تطبيق صراحة، بإعادة إطلاقه التطبيق من جديد على نظام تشغيل اندرويد، وعلى متجر قوقل بلاي، وشدد القائمون عليه بأن صراحة يتبع أعلى المعايير التي تتبعها كبرى المواقع والتطبيقات على مستوى العالم، وذلك للهدف الأسمى وهو حماية المستخدمين. وتضمن مع هذا الإطلاق، العديد من الإجراءات والتغييرات الجديدة، مثل إجراء تنقيح الصراحات المراسلة باستخدام نظام قوقل لتنقيح النصوص والذي يعتمد على الذكاء الاصطناعي، وكذلك لن تظهر حسابات المستخدمين في محرك البحث حتى لو قام أصحابها باختيار الظهور في محرك البحث، فضلاً عن حرية المستخدم باستقبال الصراحات من جميع المستخدمين، أو من المسجلين فقط، أو عدم استقبال أي مصارحة.

### كفى
أطلق فريق تطبيق صراحة، مشروع كفى، الذي يهدف إلى مساعدة المنشآت على خلق بيئة عمل آمنة وإيجابية عبر توفير منصة تمكن المنسوبين من طرح شكاويهم ومقترحاتهم بسرية وأريحية.

## وصلات خارجية
- الموقع الرسمي